# ジョーン・オブ・ザ・タワー
ジョーン・オブ・イングランド（Joan of England, 1321年7月5日 - 1362年9月7日）は、スコットランド王デイヴィッド2世の最初の王妃。イングランド王エドワード2世と王妃イザベラ・オブ・フランスの末娘。ロンドン塔で生まれたことから、ジョーン・オブ・ザ・タワー（Joan of The Tower）と呼ばれる。

## 生涯
1328年7月17日、ベリックで7歳の時に当時4歳のデイヴィッドと結婚し、翌1329年にデイヴィッドが父ロバート1世の病没にともない即位したため、王妃となった。
1332年にジョーンの兄エドワード3世の支援を受けてエドワード・ベイリャルがスコットランド王として戴冠し、翌1334年にはエドワード3世自身がスコットランドへ侵攻した。そのためデイヴィッド2世はジョーンを連れてフランスへ逃れた。フランスでは丁重な扱いを受け、デイヴィッド2世はフランスの支援を受けつつ勢力を挽回し、1341年に帰国して国内を平定した。1346年にはイングランドへ侵攻したが、ネヴィルズ・クロスの戦いに敗れて捕虜となった。以後11年間、デイヴィッド2世はジョーンと離れてイングランドで虜囚生活を送った。
ジョーンは1362年に死去したが、デイヴィッド2世との間に子はなかった。デイヴィッド2世は1364年にマーガレット・ドラモンドと再婚したが、2度目の結婚でも子は得られず、スコットランド王位は甥ロバート2世が継承した。